# Geworg Badaljan
Geworg Badaljan (armenisch Գեւորգ Բադալյան, auch: Gevorg Badalyan; * 5. Januar 1991 in Jerewan) ist ein armenischer Fußballspieler.

## Karriere
In der Saison 2009/10 bestritt Badaljan seine ersten beiden Profispiele für den tschechischen Verein Baník Most. Seit der Saison 2010/11 gehörte er zum festen Kader der Mannschaft. Zu Beginn der Saison 2011/2012 wechselte er zum tschechischen Erstligisten Baník Ostrava. Ab Sommer 2012 wurde er für ein halbes Jahr an den Zweitligisten 1. SC Znojmo ausgeliehen. Ab Januar 2013 spielt er kurzzeitig für den tschechischen FC Hlučín, um zunächst nach Polen und dann zu Beginn 2014 in die Slowakei zu wechseln, um dann erst nach Tschechien und dann nach Österreich zu wechseln.
Badaljan durchlief außerdem mehrere Jugendnationalmannschaften seines Landes und ist zuletzt Nationalspieler der armenischen U21-Auswahl gewesen.